# Росси, Фердинандо Мария де
Фердинандо Мария де Росси (итал. Ferdinando Maria de Rossi; 3 августа 1696, Кортона, Великое герцогство Тосканское — 4 февраля 1775, Падуя, Венецианская республика) — итальянский куриальный кардинал и доктор обоих прав. Титулярный архиепископ Тарсо с 20 июля 1739 по 1 февраля 1751. Наместник Рима с 8 января 1742 по 24 сентября 1759. Титулярный латинский патриарх Константинопольский с 1 февраля 1751 по 24 сентября 1759. Префект Священной Конгрегации Собора с 28 сентября 1759 по 4 февраля 1775. Камерленго Священной Коллегии Кардиналов с 4 февраля 1765 по 27 января 1766. Кардинал-священник с 24 сентября 1759, с титулом церкви Сан-Сильвестро-ин-Капите с 19 ноября 1759 по 14 декабря 1767. Кардинал-священник с титулом церкви Санта-Чечилия с 14 декабря 1767. 